# Leptogaster filiventris
Leptogaster filiventris är en tvåvingeart som beskrevs av Wei Ying Hsia 1949. Leptogaster filiventris ingår i släktet Leptogaster och familjen rovflugor. Inga underarter finns listade i Catalogue of Life.